# Pycnocoma elua
Pycnocoma elua là một loài thực vật có hoa trong họ Đại kích. Loài này được J.Léonard miêu tả khoa học đầu tiên năm 1955.